# 絹織物

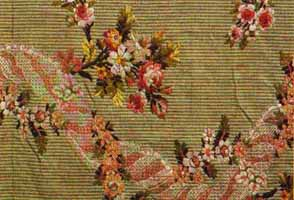
フランスリヨンのブロケード。1760-1770.

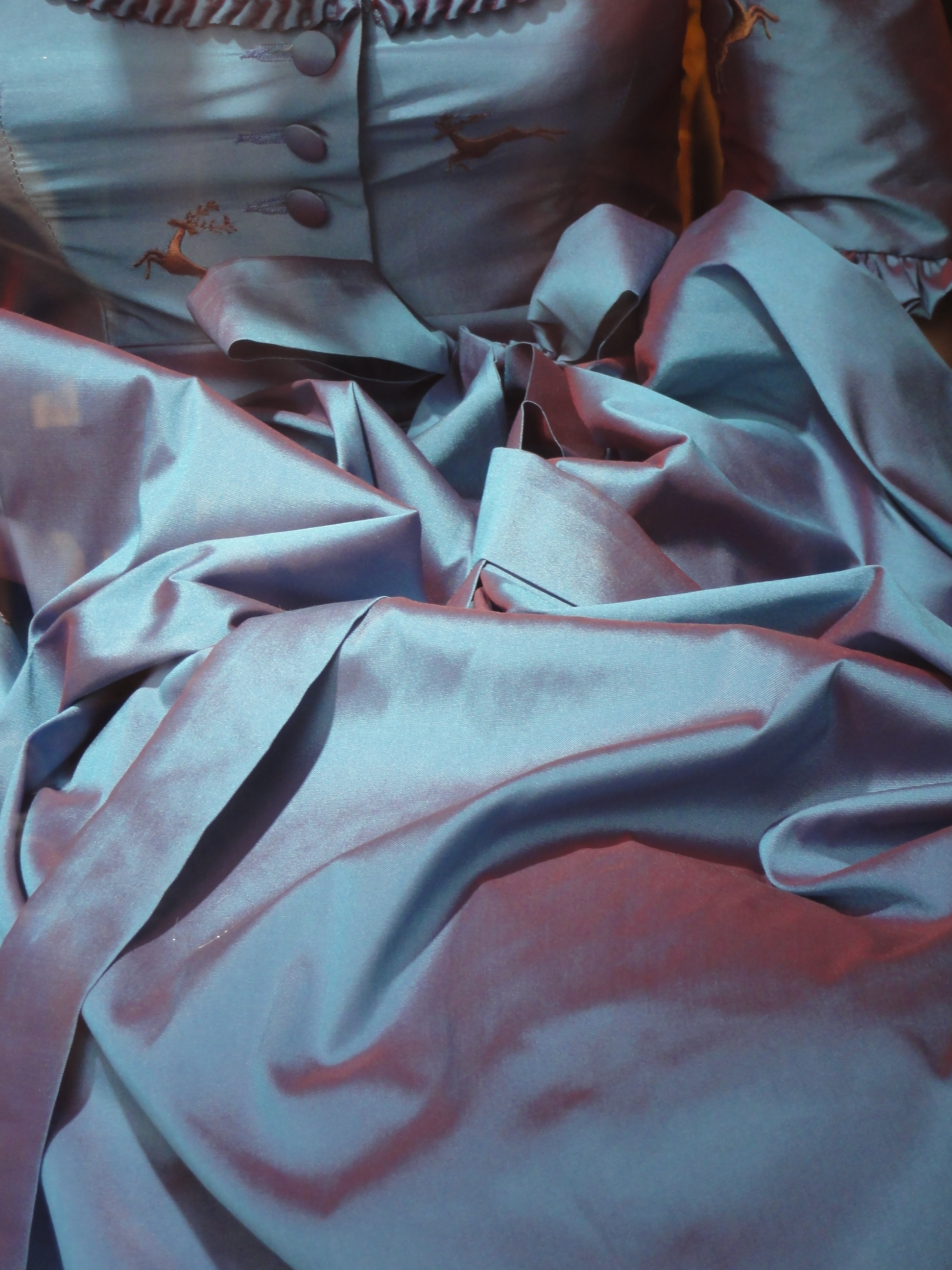
縦糸に青色、横糸にピンク色の絹糸を使ったショットシルク（玉虫織）

絹織物（きぬおりもの）は、絹で織った織物のことである。
肌ざわりがなめらかで、美しい光沢があるため、古来から珍重されてきた。様々な色糸を用いたものは錦（にしき）と呼ばれた。

## 歴史
絹織物は、中国で創出されたもので、絹を生産している形跡が新石器時代遺跡（西陰村遺跡、河姆渡遺跡など）から幾度も発見されている。刺繍が施されるようになった最も早期の事例は、中国にある戦国時代（紀元前3世紀～5世紀）の墓から発見されたものである。
中国漢の時代になると高価な貴重品としてシルクロードの主要な交易品目とされた。その製法は長い間秘密とされ、蚕を中国の国外に持ち出したものは死刑に処せられたとされる。14世紀になると絹織物刺繍が最盛期となり、蘇州の宋錦、南京の云錦、四川省の蜀錦などの刺繍デザインが発展した。
日本での歴史
前漢の時代に経錦（たてにしき）という経糸を緻密に使った技術が確立し、日本に伝来している。『魏志倭人伝』には、239年に卑弥呼が魏帝へ貢物を献じた礼として、紺地句文錦（こんじくもんきん）などが贈られた。また魏志倭人伝には、243年（正始4年）に倭錦を送っていることから、この時代に錦を製造する技術があったことがわかる。
しかし、経錦は色数の制限・織り方の難しさから、唐代に登場した様々な色が使えるようになる横糸を利用した緯錦 (よこにしき、ぬきにしき) という織り方がとって代わり、日本には奈良時代に伝わり経錦はすたれていった。
中国から西洋へ流出
西暦6世紀中盤に、産業スパイにより東ローマ帝国に蚕と養蚕技術が導入され、東ローマ帝国首都周辺のトラキアで生産が始まった。その後、東ローマ帝国が廃れ養蚕技術が拡散した。

## 防御力
強靭であることから、矢や銃弾を防ぐ用途にも使われた。日本では870年ごろから絹製の母衣と呼ばれる矢を防ぐ装備が身につけられた。モンゴル帝国は西夏との1207年の最初の戦い後、矢が体に刺さらないよう絹製のシャツを着用していた。
1881年、トゥームストーンの医師ジョージ・グッドフェローは、ルーク・ショートにより2回銃撃された賭博ブローカーを診察した際、絹製のハンカチによって銃弾が貫通しなかったことに気が付き、1887年に銃弾に対する絹織物の防弾性について記事を書いた。
1901年に作られた絹織物を何層にも重ねたベストは、スペイン王アルフォンソ13世を銃弾から救っている。また、1900年までギャングは防御用に800ドルのシルク製ベストを着こんでいた。

## 注意点
- 光沢はセリシンによるため、セリシンを完全に落として着色した際の光沢は化学染料のもつ発色性による。現在の絹織物のほとんどはこれである。セリシンが石油系の溶剤と相性が悪く、通常の精練はセリシンを完全に落とす。逆にセリシンと親和性が高いのが、植物から抽出した色素である。
- 蚕の種類によって、吐く糸の太さ細さやなめらかさ、吐き出す糸の太さの連続性は異なるので、蚕の品種によって、上記の特性値は大きく異なる。
- 細い糸で織られた織物ほど軽く、艶も出るので珍重される。ただし、織る際に切れやすいという製造技術上の問題を持つ。
- 麻、木綿、化学繊維に比して、染めた際の発色性は、染料の種類を問わず最も高い。

## 主な絹織物

### 日本伝統の絹織物
- あしぎぬ
- お召
- 鹿の子編み
- 黄八丈
- 桐生織
- 西陣織
- 紬
- ちりめん
- 博多織
- 羽二重
- 本しゅす（サテン）
- 銘仙
- 絽
- 仙台平
- 結城紬 重要無形文化財 / ユネスコ無形文化遺産
- 琥珀織
- チャウ縞 - ポルトガル領インドにかつてあったチャウルから伝来した絹織物をもとに作った琥珀織に似た絹織物[15]。

### 中国
- 紗
- 羅
- 綸子
- 四川省の蜀錦（別名：蜀江錦）、杭州・蘇州の宋錦、南京の雲錦は「中国３大名錦」と呼ばれる[16]。また、チワン族の壮錦も加え中国の「四大名錦」とされることもある[17]。

### 海外
- シフォン
- シャンタン
- ジョーゼット
- タフタ
- ブロード（ポプリン）
- ベルベット
- 緞子
- バラナシサリー（英語版） - インド

## 種類分類
金襴（きんらん）
絹織物などの地組織に金切箔または金銀糸などで紋様を織り出した美麗豪華な織物。中国では「織金」と呼ばれる。中国から日本の堺に伝わり、後に西陣織に発展した。ブロケード （織物）なども含まれる。

## 絹織物の関連施設

### 博物館
- シルクセンター - 横浜市
  - シルク博物館 - 横浜市
- 絹の道資料館 - 八王子市
- 藤本蚕業歴史館 - 上田市
- 市立岡谷蚕糸博物館 - 岡谷市
- 富岡製糸場と絹産業遺産群 - 富岡市

中国
- 蜀錦刺繍博物館：国連の無形文化財プロジェクトに入選した成都にある博物館[19]
- 杭州絹織物博物館[2]
- 蘇州絲綢博物館（中国語版）
- 中国南京雲錦博物館（中国語版）

海外
- リヨン織物装飾芸術博物館（フランス語版）
- アルムグレン絹織物博物館（ストックホルム Stiftelsen K A Almgren Sidenväveri & Museum.）
- コモ絹博物館（Museo della Seta Como ） - イタリアにおける絹の名産地であるコモにある絹の博物館
- バッシュース絹博物館（英語版） - レバノン、1901年から1954年まで製糸工場とされていた建物を2000年に改装して開館した。

### その他
- Koza Han（英語版）（絹繭宿の意） - トルコでの絹織物はブルサとイスタンブールが中心地となっていた。Koza Hanはブルサのキャラバンサライ（隊商宿）であり絹織物市場の中心地であった。